# Hamanvou
Hamanvou  est une commune de l'union des Comores située dans l'île de la Grande Comore, dans la préfecture d'Itsandra-Hamanvou.

## Commune Hamanvou
- Hahaya
- Bouenindi
- Mbambani
- Mbaleni
- Oussivo
- Mbangani
- Diboini
- Bibavou
- Milevani